# Papilio horribilis
Papilio horribilis är en fjärilsart som beskrevs av Butler 1874. Papilio horribilis ingår i släktet Papilio och familjen riddarfjärilar. Inga underarter finns listade i Catalogue of Life.